# The Songs That Built Rock Tour
Deep Purple: The Songs That Built Rock Tour — мировой концертный тур хард-рок-группы Deep Purple, стартовавший 3 июня 2011 года и окончившийся 10 декабря 2012 года. Впервые за четыре группа посетила с концертами Северную Америку (33 выступления). Также Deep Purple совершили турне по Европе (51 концерт) и Южной Америке (16 выступлений).
Состоялись выступления на крупнейших мировых аренах: О2 Арене в Лондоне, веронской Арене и других. В официальном пресс-релизе группы было объявлено о том, что в ходе тура будут исполнены знаменитые композиции темно-пурпурных, включая «Highway Star», «Woman From Tokyo» и легендарный хит «Smoke on the Water», а также многие другие, охватывающие 42-летний период творчества группы.

## История тура

### Объявления о туре
- Первые несколько дат посещения европейских арен были объявлены в январе 2011 года. Среди них назывались ряд площадок в Германии, Арена ди Верона. В начале 2011 года планировался «оркестровый тур».
- В феврале 2011 года было официально объявлено о мировом турне под названием «Deep Purple: The Songs That Built Rock». Были оглашены даты концертов в Северной Америке (с этого континента должен был стартовать новый тур). Изначально планировалось провести три концерта в Канаде и три концерта в Нью-Йорке (в Нью-Йорке ожидалось 20 тысяч проданных билетов).
- В начале апреля 2011 года Джеки Пэйс, жена ударника Deep Purple Иэна Пейса, объявила о проведении в 2011 году ежегодного благотворительного события «The Sunflower Jam», проводимого известным актером Джереми Айронсом. Согласно условиям проведения этого события, Deep Purple должны будут выступить в королевском Альберт-холле наряду с такими известными музыкантами как Джон Лорд, Рик Уэйкман, Кит Эмерсон, Джо Бонамасса и участниками группы Thunder[3]. The Sunflower Jam был подвергнут критику со стороны журнала «British Medical Journal» за то, что учредители концерта планировали передать вырученные деньги «The College of Medicine», общественной кампанией, связанной с именем принца Чарльза, занимающейся нетрадиционной медициной[4].
- 12 апреля 2011 года группа объявила даты концертов в Соединенном Королевстве, первый из которых должен был состояться в английской столице на O2 Арене[5].
- В ходе тура 16 июля 2012 года умер бывший музыкант группы, выдающийся рок-пианист Джон Лорд.

### Продажа билетов
- Согласно Ticketmaster Entertainment, 16 апреля Deep Purple достигли позиции #2 в списке самых популярных по количеству проданных билетов исполнителей в Великобритании, за 2 дня группа продала около 70 тысяч билетов. На четвертый день продаж группа переместилась на #1 строчку и стала исполнителем—«бестселлером» недели[6].
- В кассах «LG Arena» в Бирмингеме билеты на концерт Deep Purple были распроданы спустя неделю после открытия продажи.

### Концерты
- Тур открылся концертом 3 июня 2011 года в «Casino Rama» — зале в канадском городе Ориллия.
- Европейская часть тура началась с концерта в лондонском Альберт-холле (в рамках The Sunflower Jam) 8 июля 2011 года.
- Выступления в Южной Америке начались 4 октября 2011 года концертом на «Cidade Folia» в бразильском Белене.
- Вторично группа вернулась в Европу 26 ноября 2011 года, проведя концерт в «Scottish Exhibition and Conference Centre» в шотландском Глазго.
- Второй визит в Северную Америку в рамках тура получил название «Smoke on the Nation Tour». В ходе него в течение двух недель (2 — 26 февраля 2012 года) группа выступала исключительно в Канаде.
- В третий и последний в ходе тура раз группа вернулась в Европу в октябре 2012 года. В этом месяце были даны 4 концерта в России: 24 октября — в КРК «Уралец» (Екатеринбург), 27 октября — в Ледовом Дворце (Санкт-Петербург), 28 октября — в СК «Олимпийский» (Москва), 30 октября — в СК «Баскет-Холл» (Краснодар). Концерт в Краснодаре стал единственным для города.
- Завершение тура состоялось 10 декабря 2012 года на арене «Le Zénith» в Клермон-Ферране, Франция.

## Расписание тура
| Дата                                       | Город                              | Страна           | Площадка                                  |
| Северная Америка                           | Северная Америка                   | Северная Америка | Северная Америка                          |
| ------------------------------------------ | ---------------------------------- | ---------------- | ----------------------------------------- |
| 3 Июня 2011                                | Ориллия                            | Канада           | Casino Rama                               |
| 4 Июня 2011                                | Квебек                             | Канада           | Agora                                     |
| 6 Июня 2011                                | Монреаль                           | Канада           | Place des Arts                            |
| 7 Июня 2011                                | Бостон                             | США              | Citi Performing Arts Center               |
| 8 Июня 2011                                | Хартфорд (Коннектикут)             | США              | Mortensen Hall at The Bushnell            |
| 10 Июня 2011                               | Холмдел, Нью-Джерси                | США              | PNC Bank Arts Center                      |
| 11 Июня 2011                               | Атлантик-Сити                      | США              | Tropicana Casino & Resort Atlantic City   |
| 12 Июня 2011                               | Бетель, штат Нью-Йорк              | США              | Bethel Woods Center for the Arts          |
| 14 Июня 2011                               | Нью-Йорк                           | США              | Beacon Theatre                            |
| 15 Июня 2011                               | Нью-Йорк                           | США              |                                           |
| 17 Июня 2011                               | Детройт                            | США              | Fox Theatre                               |
| 18 Июня 2011                               | Хайленд-Парк (Иллинойс)            | США              | Ravinia Park                              |
| 19 Июня 2011                               | Миннеаполис                        | США              | Orpheum Theatre                           |
| 23 Июня 2011                               | Парадайз (Невада)                  | США              | Palms Casino Resort                       |
| 24 Июня 2011                               | Лос-Анджелес                       | США              | Greek Theatre                             |
| 25 Июня 2011                               | Конкорд (Калифорния)               | США              | Sleep Train Pavilion                      |
| Европа                                     |                                    |                  |                                           |
| 8 Июля 2011                                | Лондон                             | Великобритания   | SunFlower SuperJam, Альберт-холл          |
| 15 Июля 2011                               | Майнц                              | Германия         | Zitadelle Mainz                           |
| 16 Июля 2011                               | Монтрё                             | Швейцария        | Montreux Jazz Festival, Stravinski Hall   |
| 18 Июля 2011                               | Верона                             | Италия           | Арена ди Верона                           |
| 20 Июля 2011                               | Гельзенкирхен                      | Германия         | Amphitheatre                              |
| 22 Июля 2011                               | Кюнцельзау                         | Германия         | Schlosspark                               |
| 23 Июля 2011                               | Дрезден                            | Германия         | Elbufer                                   |
| 24 Июля 2011                               | Слупск                             | Польша           | Dolina Charlotty                          |
| 27 Июля 2011                               | Вьен                               | Франция          | Theatre Antique                           |
| 29 Июля 2011                               | Тинен                              | Бельгия          | Suikerock Festival                        |
| Южная Америка                              |                                    |                  |                                           |
| 4 Октября 2011                             | Белен                              | Бразилия         | Cidade Folia                              |
| 7 Октября 2011                             | Форталеза                          | Бразилия         | Siara                                     |
| 8 Октября 2011                             | Нова-Одеса                         | Бразилия         | Expo America                              |
| 10 Октября 2011                            | Сан-Паулу                          | Бразилия         | Via Funchal                               |
| 11 Октября 2011                            | Белу-Оризонти                      | Бразилия         | Marista Hall                              |
| 12 Октября 2011                            | Куритиба                           | Бразилия         | Teatro Positivo                           |
| 14 Октября 2011                            | Росарио                            | Аргентина        | Metropolitano                             |
| 15 Октября 2011                            | Буэнос Айрес                       | Аргентина        | Luna Park                                 |
| 16 Октября 2011                            | Буэнос Айрес                       | Аргентина        | Luna Park                                 |
| 18 Октября 2011                            | Кордова                            | Аргентина        | Orfeo Superdomo                           |
| 19 Октября 2011                            | Медоса                             | Аргентина        | Auditorio Angel Bustelo                   |
| 21 Октября 2011                            | Сантьяго                           | Чили             | Movistar Arena                            |
| 22 Октября 2011                            | Винья-дель-Мар                     | Чили             | Quinta Vergara Amphitheater               |
| 23 Октября 2011                            | Темуко                             | Чили             | Gimnasio Olimpico UFRO                    |
| 25 Октября 2011                            | Консепсьон                         | Чили             | Coliseo Monumental La Tortuga             |
| 28 Октября 2011                            | Кито                               | Эквадор          | Agora                                     |
| Европа                                     |                                    |                  |                                           |
| 26 Ноября 2011                             | Глазго                             | Великобритания   | Scottish Exhibition and Conference Centre |
| 27 Ноября 2011                             | Бирмингем                          | Великобритания   | LG Arena                                  |
| 29 Ноября 2011                             | Манчестер                          | Великобритания   | MEN Arena                                 |
| 30 Ноября 2011                             | Лондон                             | Великобритания   | O2 Arena                                  |
| 2 Декабря 2011                             | Арнем                              | Нидерланды       | GelreDome                                 |
| 3 Декабря 2011                             | Халле (Вестфалия)                  | Германия         | Gerry Weber Stadion                       |
| 4 Декабря 2011                             | Шверин                             | Германия         | Sport- und Kongresshalle                  |
| 7 Декабря 2011                             | Хельсинки                          | Финляндия        | Hartwall Areena                           |
| 9 Декабря 2011                             | Стокгольм                          | Швеция           | Hovet                                     |
| 10 Декабря 2011                            | Гётеборг                           | Швеция           | Scandinavium                              |
| 13 Декабря 2011                            | Осло                               | Норвегия         | Oslo Spektrum                             |
| 15 Декабря 2011                            | Хорсенс                            | Дания            | Forum Horsens                             |
| Северная Америка (тур Smoke on the Nation) |                                    |                  |                                           |
| 2 Февраля 2012                             | Сент-Джонс                         | Канада           | Mile One Stadium                          |
| 4 Февраля 2012                             | Монктон                            | Канада           | Casino New Brunswick                      |
| 5 Февраля 2012                             | Галифакс (Новая Шотландия)         | Канада           | Halifax Metro Centre                      |
| 6 Февраля 2012                             | Монктон                            | Канада           | Casino New Brunswick                      |
| 8 Февраля 2012                             | Оттава                             | Канада           | Ottawa Civic Centre                       |
| 9 Февраля 2012                             | Кингстон (Онтарио)                 | Канада           | K-Rock Centre                             |
| 11 Февраля 2012                            | Лондон (Онтарио)                   | Канада           | John Labatt Centre                        |
| 12 Февраля 2012                            | Торонто                            | Канада           | Massey Hall                               |
| 13 Февраля 2012                            | Гамильтон (Онтарио)                | Канада           | Hamilton Place Theatre                    |
| 15 Февраля 2012                            | Виннипег                           | Канада           | MTS Centre                                |
| 16 Февраля 2012                            | Реджайна                           | Канада           | Brandt Centre                             |
| 17 Февраля 2012                            | Саскатун                           | Канада           | TCU Place                                 |
| 19 Февраля 2012                            | Калгари                            | Канада           | Southern Alberta Jubilee Auditorium       |
| 21 Февраля 2012                            | Эдмонтон                           | Канада           | Rexall Place                              |
| 23 Февраля 2012                            | Принс-Джордж (Британская Колумбия) | Канада           | CN Centre                                 |
| 25 Февраля 2012                            | Виктория (Британская Колумбия)     | Канада           | Save-On-Foods Memorial Centre             |
| 26 Февраля 2012                            | Ванкувер                           | Канада           | Queen Elizabeth Theatre                   |
| Европа                                     |                                    |                  |                                           |
| 24 Октября 2012                            | Екатеринбург                       | Россия           | КРК «Уралец»                              |
| 27 Октября 2012                            | Санкт-Петербург                    | Россия           | Ледовый Дворец                            |
| 28 Октября 2012                            | Москва                             | Россия           | СК «Олимпийский»                          |
| 30 Октября 2012                            | Краснодар                          | Россия           | СК «Баскет-Холл»                          |
| 2 Ноября 2012                              | Киев                               | Украина          | Дворец Спорта                             |
| 8 Ноября 2012                              | Эш-сюр-Альзетт                     | Люксембург       | Rockhal                                   |
| 9 Ноября 2012                              | Гренобль                           | Франция          | Palais des Sports                         |
| 11 Ноября 2012                             | Сен-Эрблен (рядом с Нантом)        | Франция          | Le Zénith                                 |
| 12 Ноября 2012                             | Кан                                | Франция          | Le Zénith de Caen                         |
| 13 Ноября 2012                             | Париж                              | Франция          | Zénith de Paris-La Villette               |
| 15 Ноября 2012                             | Кёльн                              | Германия         | Lanxess Arena                             |
| 16 Ноября 2012                             | Бремен                             | Германия         | Halle 7                                   |
| 17 Ноября 2012                             | Ганновер                           | Германия         | AWD Hall                                  |
| 20 Ноября 2012                             | Киль                               | Германия         | Sparkassen-Arena                          |
| 22 Ноября 2012                             | Франкфурт-на-Майне                 | Германия         | Festhalle Frankfurt                       |
| 23 Ноября 2012                             | Оберхаузен                         | Германия         | König Pilsener Arena                      |
| 24 Ноября 2012                             | Гамбург                            | Германия         | O2 World                                  |
| 26 Ноября 2012                             | Лейпциг                            | Германия         | Arena Leipzig                             |
| 27 Ноября 2012                             | Берлин                             | Германия         | O2 World Berlin                           |
| 29 Ноября 2012                             | Аугсбург                           | Германия         | Schwabenhalle                             |
| 30 Ноября 2012                             | Мюнхен                             | Германия         | Olympiahalle                              |
| 1 Декабря 2012                             | Штутгарт                           | Германия         | Hanns-Martin-Schleyer-Halle               |
| 3 Декабря 2012                             | Брюссель                           | Бельгия          | Forest National                           |
| 4 Декабря 2012                             | Амстердам                          | Нидерланды       | Ziggo Dome                                |
| 6 Декабря 2012                             | Тулуза                             | Франция          | Le Zénith de Toulouse                     |
| 7 Декабря 2012                             | Макон                              | Франция          | Le Spot                                   |
| 8 Декабря 2012                             | Берн                               | Швейцария        | Bern Expo                                 |
| 10 Декабря 2012                            | Клермон-Ферран                     | Франция          | Le Zénith d'Auvergne                      |

## Исполняемые песни
1. "Deep Purple Overture" (исполняется оркестром) (ТОЛЬКО в тех концертах, где участвует оркестр)
2. "Highway Star" (альбом Machine Head)
3. "Hard Lovin' Man" (альбом Deep Purple in Rock)
4. "Maybe I'm a Leo" (альбом Machine Head) / "Silver Tongue" (альбом "'Bananas)  (второй вариант ТОЛЬКО 4 июня 2011 года)
5. "Fireball" (альбом Fireball)
6. "Strange Kind of Woman" (альбом Fireball)
7. "Rapture of the Deep" (альбом Rapture of the Deep)
8. "Woman from Tokyo" (альбом Who Do We Think We Are) / "Mary Long" (альбомWho Do We Think We Are) (второй вариант в Южной Америке)
9. "Contact Lost" (альбом Bananas)
10. Гитарное соло Стива Морса
11. "The Well-Dressed Guitar" (альбом Rapture of the Deep—вариант для тура)
12. "When a Blind Man Cries" (сингл) / "Sometimes I Feel Like Screaming" (альбом Purpendicular)
13. "The Mule" (альбом Fireball) (с соло на ударных Иэна Пейса) /  "Knocking at Your Back Door" (альбом Perfect Strangers) / "Mary Long"
14. "Lazy" (альбом Machine Head)
15. "Fireball" / "No One Came" (альбом Fireball)
16. Клавишное соло Дона Эйри
17. "Perfect Strangers" (альбом Perfect Strangers)
18. "Space Truckin'" (альбом Machine Head)
19. "Smoke on the Water" (альбом Machine Head)

Бисы :
1. "Green Onions" (кавер Booker T. & the M.G.s) / "Going Down" (кавер Don Nix) / "Time is Tight" (кавер Booker T. & the M.G.s) или другие каверы, включая: вступление к "Hush" или "Knocking At Your Back Door"
2. "Hush" (кавер Билли Джо Ройяла) (альбом Shades of Deep Purple) (иногда с соло на ударных)
3. Соло на бас-гитаре Роджера Гловера
4. "Black Night" (альбом Deep Purple in Rock)

## Музыканты
- Ян Гиллан — вокал, губная гармоника
- Роджер Гловер — бас-гитара
- Дон Эйри — клавишные
- Стив Морс — гитара
- Иэн Пейс — ударные

А также приглашенные музыканты (например, Джо Сатриани), участники SunFlower Jam (Джон Лорд, Рик Уэйкман, Кит Эмерсон, Джо Бонамасса).

## Интересные факты
- На концерте в Конкорде (штат Калифорния) песня «Smoke on the Water» была исполнена Джо Сатриани.
- На концерте SunFlower Jam помимо уже упоминавшихся музыкантов с Deep Purple выступили Гэри Мур и Билл Бэйли. Джо Бонамасса исполнил гитарную партию в «Smoke on the Water» и «Maybe I'm Leo».
- Концерт группы в Монтрё был издан на DVD как концертный сборник Live at Montreux 2011.